# První divize 1921/1922
Soutěžní ročník  Prima Divisione 1921/1922 byl 21. ročník nejvyšší italské fotbalové ligy. Konal se od 2. října 1921 do 18. června 1922. Zúčastnilo se jí celkem 58 klubů. Hrálo souběžně se šampionátem které se jmenovalo Prima Categoria konaný federací (FIGC).

## Události

### Krize před sezonou
Během léta roku 1921 vznikl spor mezi Fotbalovou federací (FIGC) s většími kluby uvnitř ligy. Týmy požádaly o snížení počtu účastníků v Prima Categoria. Trenér Turína Vittorio Pozzo vypracoval plán pro vyhovění požadavkům týmů, avšak po hlasování nebyl plán přijat protože menší kluby se obávaly, že by zmizely, kdyby bylo takové snížení zavedeno.
Toto vedlo k vytvoření nové italské fotbalové federace, CCI (Confederazione Calcistica Italiana), to organizovalo šampionát souběžný s FIGC šampionátem. Toto oddělení však trvalo pouze jednu sezónu a následující léto přijalo FIGC snížení účastníků ligy.

### Během sezony
Vzorec byl následující. Celkem 58 klubů se utkalo o mistrovský titul, který pořádala Confederazione Calcistica Italiana (CCI). Byli rozděleny na Severní (Nord) a Jižní (Sud) část. V Severní části byli dvě skupiny po dvanácti týmech. Vítězové skupin, což byl Janov a Pro Vercelli se utkali dvakrát, vždy na svém stadionu o vítězství Severní části. Vyhrálo Pro Vercelli a mohlo tak hrát titul s vítězem Jižní části. V Jižní části se to rozdělilo do pěti regionálních skupin. Vítězové z regionálních skupin postoupili do vyzařovacích utkání, které vyhrálo Římské Fortitudo. O mistrovský titul se hrál na dva zápasy. Nejprve hrálo doma 11. června Římské Fortitudo, které prohrálo s Pro Vercelli 0:3. O šest dní později se domácí Pro Vercelli radovalo již se sedmého vítězství v lize když protivníka porazil 5:2.

## Lega Nord (Severní část)

### Skupina A

#### Účastníci
| Klub         | Město     | Stadion                      | Trenér             |
| ------------ | --------- | ---------------------------- | ------------------ |
| Andrea Doria | Janov     | Campo sportivo della Cajenna | Technická komise   |
| Boloňa       | Boloňa    | Stadio Sterlino              | Hermann Felsner    |
| Juventus     | Turín     | Stadio di Corso Sebastopoli  | Technická komise   |
| Livorno      | Livorno   | Campo di Villa Chayes        | József Belteky     |
| Mantova      | Mantova   | Campo Ippodromo Te           | Guglielmo Reggiani |
| Milán        | Milán     | Campo di viale Lombardia     | Technická komise   |
| Milanese     | Milán     | Velodromo Sempione           | Technická komise   |
| Novara       | Novara    | Campo di via Lombroso        | Mario Meneghetti   |
| Pro Vercelli | Vercelli  | Campo piazza Conte di Torino | Guido Ara          |
| Spezia       | La Spezia | Campo Sportivo Municipale    | Technická komise   |
| Verona       | Verona    | Campo di Borgo Venezia       | Technická komise   |
| Vicenza      | Vicenza   | Campo di San Felice          | Giulio Fasolo      |

#### Tabulka
| Poř. | Tým          | Z  | V  | R | P  | VG | OG | B  |
| ---- | ------------ | -- | -- | - | -- | -- | -- | -- |
| 1.   | Pro Vercelli | 22 | 17 | 2 | 3  | 61 | 14 | 36 |
| 2.   | Novara       | 22 | 13 | 6 | 3  | 47 | 19 | 32 |
| 3.   | Boloňa       | 22 | 11 | 5 | 6  | 44 | 22 | 27 |
| 4.   | Mantova      | 22 | 10 | 3 | 9  | 39 | 34 | 24 |
| 5.   | Andrea Doria | 22 | 11 | 1 | 10 | 36 | 32 | 23 |
| 6.   | Juventus     | 22 | 7  | 9 | 6  | 27 | 31 | 22 |
| 7.   | Verona       | 22 | 10 | 2 | 10 | 29 | 36 | 22 |
| 8.   | Milanese     | 22 | 6  | 8 | 8  | 24 | 29 | 20 |
| 9.   | Milán        | 22 | 7  | 4 | 11 | 29 | 36 | 18 |
| 10.  | Livorno      | 22 | 7  | 3 | 12 | 23 | 41 | 17 |
| 11.  | Spezia       | 22 | 5  | 6 | 11 | 21 | 31 | 16 |
| 12.  | Vicenza      | 22 | 2  | 3 | 17 | 18 | 73 | 7  |

|  | Postup do finále Lega Nord          |
|  | Sestup do Seconda Divisione 1922/23 |

Poznámky
- Z = Odehrané zápasy; V = Vítězství; R = Remízy; P = Prohry; VG = Vstřelené góly; OG = Obdržené góly; B = Body
- za výhru 2 body, za remízu 1 bod, za prohru 0 bodů.
- při rovnosti bodů rozhodoval rozdíl mezi vstřelených a obdržených branek.

#### Výsledková tabulka
|              | Andrea Doria | Boloňa | Juventus | Livorno | Mantova | Milán | Milanese | Novara | Pro Vercelli | Spezia | Verona | Vicenza |
| ------------ | ------------ | ------ | -------- | ------- | ------- | ----- | -------- | ------ | ------------ | ------ | ------ | ------- |
| Andrea Doria | –            | 1:2    | 6:2      | 3:1     | 4:2     | 1:2   | 1:0      | 1:2    | 1:0          | 1:0    | 5:2    | 3:0     |
| Boloňa       | 0:1          | –      | 1:1      | 5:0     | 2:0     | 4:0   | 1:1      | 2:1    | 2:1          | 2:0    | 4:1    | 11:1    |
| Juventus     | 2:0          | 1:1    | –        | 3:1     | 1:1     | 0:0   | 1:2      | 0:1    | 1:7          | 2:2    | 2:0    | 1:0     |
| Livorno      | 3:1          | 2:0    | 0:0      | –       | 1:5     | 3:2   | 1:1      | 0:2    | 1:2          | 0:0    | 1:0    | 2:1     |
| Mantova      | 1:0          | 1:0    | 0:1      | 2:1     | –       | 2:1   | 0:2      | 2:2    | 1:2          | 4:0    | 3:0    | 6:2     |
| Milán        | 0:0          | 2:1    | 1:3      | 1:2     | 2:2     | –     | 2:0      | 0:5    | 1:0          | 0:1    | 0:1    | 7:0     |
| Milanese     | 2:4          | 1:1    | 2:0      | 2:1     | 0:2     | 0:0   | –        | 2:2    | 1:2          | 2:1    | 0:0    | 2:1     |
| Novara       | 4:0          | 1:1    | 2:1      | 1:0     | 3:1     | 3:2   | 1:1      | –      | 0:1          | 1:0    | 2:2    | 4:2     |
| Pro Vercelli | 3:0          | 4:0    | 1:1      | 5:1     | 5:0     | 5:0   | 3:0      | 1:0    | –            | 1:0    | 3:2    | 10:0    |
| Spezia       | 2:0          | 1:0    | 1:1      | 1:0     | 3:2     | 1:2   | 1:1      | 0:0    | 1:3          | –      | 1:2    | 1:2     |
| Verona       | 2:0          | 0:2    | 1:2      | 3:0     | 2:1     | 2:1   | 2:1      | 0:4    | 0:1          | 3:2    | –      | 3:1     |
| Vicenza      | 0:3          | 1:2    | 1:1      | 1:2     | 0:1     | 0:3   | 2:1      | 0:6    | 1:1          | 2:2    | 0:1    | –       |

### Skupina B

#### Účastníci
| Klub        | Město             | Stadion                       | Trenér             |
| ----------- | ----------------- | ----------------------------- | ------------------ |
| Alessandria | Alessandria       | Campo degli Orti              | Percy Humphreys    |
| Benátky     | Benátky           | Campo di Sant'Elena           | Technická komise   |
| Brescia     | Brescia           | Stadio di via Cesare Lombroso | Imre Schoffer      |
| Casale      | Casale Monferrato | Stadio Natale Palli           | Technická komise   |
| Janov       | Janov             | Campo di via del Piano        | William Garbutt    |
| Inter       | Milán             | Campo di via Goldoni          | Technická komise   |
| Legnano     | Legnano           | Stadio Comunale               | Adamo Bonacina     |
| Modena      | Modena            | Campo di viale Fontanelli     | Willibald Stejskal |
| Padova      | Padova            | Velodromo Giovanni Monti      | Ernesto Peyer      |
| Pisa        | Pisa              | Arena Garibaldi               | Technická komise   |
| Savona      | Savona            | Campo di via Frugoni          | Technická komise   |
| Turín       | Turín             | Campo Stradale Stupinigi      | Vittorio Pozzo     |

#### Tabulka
| Poř. | Tým         | Z  | V  | R  | P  | VG | OG | B  |
| ---- | ----------- | -- | -- | -- | -- | -- | -- | -- |
| 1.   | Janov       | 22 | 16 | 5  | 1  | 61 | 13 | 37 |
| 2.   | Alessandria | 22 | 9  | 10 | 3  | 41 | 24 | 28 |
| 3.   | Pisa        | 22 | 12 | 3  | 7  | 53 | 28 | 27 |
| 4.   | Modena      | 22 | 12 | 2  | 8  | 34 | 33 | 26 |
| 5.   | Padova      | 22 | 10 | 3  | 9  | 30 | 36 | 23 |
| 6.   | Casale      | 22 | 7  | 6  | 9  | 33 | 27 | 20 |
| 7.   | Legnano     | 22 | 7  | 6  | 9  | 28 | 29 | 20 |
| 8.   | Turín       | 22 | 6  | 8  | 8  | 21 | 29 | 20 |
| 9.   | Savona      | 22 | 9  | 2  | 11 | 28 | 33 | 20 |
| 10.  | Benátky     | 22 | 7  | 3  | 12 | 19 | 45 | 17 |
| 11.  | Brescia     | 22 | 6  | 3  | 13 | 19 | 33 | 15 |
| 12.  | Inter       | 22 | 3  | 5  | 14 | 29 | 66 | 11 |

|  | Postup do finále Lega Nord          |
|  | Sestup do Seconda Divisione 1922/23 |

Poznámky
- Z = Odehrané zápasy; V = Vítězství; R = Remízy; P = Prohry; VG = Vstřelené góly; OG = Obdržené góly; B = Body
- za výhru 2 body, za remízu 1 bod, za prohru 0 bodů.
- při rovnosti bodů rozhodoval rozdíl mezi vstřelených a obdržených branek.

#### Výsledková tabulka
|            | Alessadria | Benátky | Brescia | Casale | Inter | Janov | Legnano | Modena | Padova | Pisa | Savona | Turín |
| ---------- | ---------- | ------- | ------- | ------ | ----- | ----- | ------- | ------ | ------ | ---- | ------ | ----- |
| Alessadria | –          | 5:2     | 2:2     | 1:1    | 5:0   | 1:1   | 3:1     | 1:0    | 3:1    | 3:0  | 3:0    | 2:0   |
| Benátky    | 2:2        | –       | 2:0     | 1:0    | 1:0   | 1:5   | 1:0     | 0:2    | 0:1    | 2:0  | 2:1    | 0:0   |
| Brescia    | 0:1        | 0:3     | –       | 4:0    | 3:1   | 0:1   | 1:1     | 1:0    | 1:0    | 0:2  | 3:0    | 1:0   |
| Casale     | 0:0        | 3:0     | 4:0     | –      | 7:0   | 3:2   | 0:1     | 6:0    | 0:1    | 0:0  | 2:1    | 1:1   |
| Inter      | 2:2        | 2:0     | 4:3     | 1:3    | –     | 1:4   | 2:2     | 1:2    | 3:4    | 2:2  | 2:0    | 0:1   |
| Janov      | 2:2        | 7:0     | 1:0     | 5:0    | 2:0   | –     | 2:0     | 7:0    | 7:1    | 2:0  | 2:0    | 2:0   |
| Legnano    | 0:0        | 3:0     | 0:0     | 1:0    | 6:0   | 1:3   | –       | 0:0    | 3:1    | 4:2  | 2:1    | 1:1   |
| Modena     | 2:0        | 4:1     | 1:0     | 2:1    | 5:1   | 1:1   | 2:0     | –      | 2:1    | 2:1  | 2:0    | 3:0   |
| Padova     | 3:1        | 3:0     | 2:0     | 1:1    | 1:1   | 0:1   | 2:1     | 2:1    | –      | 2:1  | 3:1    | 1:1   |
| Pisa       | 3:2        | 5:0     | 5:0     | 2:0    | 7:2   | 1:1   | 4:0     | 4:1    | 3:1    | –    | 4:0    | 4:1   |
| Savona     | 1:1        | 3:0     | 2:3     | 2:0    | 3:1   | 1:1   | 2:1     | 2:0    | 2:0    | 3:1  | –      | 3:1   |
| Turín      | 1:1        | 1:1     | 1:0     | 1:1    | 2:2   | 0:2   | 2:0     | 3:2    | 2:0    | 0:2  | 2:0    | –     |

### Finále Lega Nord
| 1. zápas 7. květen 1922 | Pro Vercelli | 0 – 0  | Janov | Campo piazza Conte di Torino, Vercelli |  |  |
|                         |              | Report |       | Rozhodčí: Venegoni                     |  |  |
|                         |              |        |       |                                        |  |  |

| 2. zápas 14. květen 1922 | Janov              | 1 – 2  | Pro Vercelli        | Campo di Marassi, Janov |  |  |
|                          | Bossola 28 (pen.)' | Report | 15' Gay 73' Rampini | Rozhodčí: Brunetti      |  |  |
|                          |                    |        |                     |                         |  |  |

Klub Pro Vercelli vyhrál Lega Nord a mohl se tak utkat o titul.

## Lega Sud (Jižní část)

### Kampánie

#### Účastníci
| Klub         | Město                   | Stadion                     | Trenér           |
| ------------ | ----------------------- | --------------------------- | ---------------- |
| Bagnolese    | Bagnoli                 | Campo Ilva                  | Technická komise |
| Inter Neapol | Neapol                  | Campo delle Terme di Agnano | Technická komise |
| Naples       | Neapol                  | Campo del Poligono          | Technická komise |
| Puteolana    | Pozzuoli                | Campo Armstrong             | Technická komise |
| Salernitana  | Salerno                 | Campo di Piazza d'Armi      | Mario Toledo     |
| Savoia       | Torre Annunziata        | Campo Oncino                | Carlo Garozzo    |
| Stabia       | Castellammare di Stabia | Campo di via Gragnano       | Technická komise |

#### Tabulka
| Poř. | Tým          | Z  | V  | R | P  | VG | OG | B  |
| ---- | ------------ | -- | -- | - | -- | -- | -- | -- |
| 1.   | Puteolana    | 12 | 12 | 0 | 0  | 30 | 2  | 24 |
| 2.   | Savoia       | 12 | 9  | 0 | 3  | 38 | 10 | 18 |
| 3.   | Inter Neapol | 12 | 5  | 2 | 5  | 13 | 16 | 12 |
| 4.   | Naples       | 12 | 5  | 1 | 6  | 15 | 23 | 11 |
| 5.   | Bagnolese    | 12 | 3  | 4 | 5  | 13 | 22 | 10 |
| 6.   | Stabia       | 12 | 4  | 1 | 7  | 14 | 24 | 9  |
| 7.   | Salernitana  | 12 | 0  | 0 | 12 | 2  | 28 | 0  |

|  | Postup do finále Lega Sud           |
|  | Sestup do Seconda Divisione 1922/23 |

Poznámky
- Z = Odehrané zápasy; V = Vítězství; R = Remízy; P = Prohry; VG = Vstřelené góly; OG = Obdržené góly; B = Body
- za výhru 2 body, za remízu 1 bod, za prohru 0 bodů.

#### Výsledková tabulka
|              | Bagnolese | Inter Neapol | Naples | Puteolana | Salernitana | Savoia | Stabia |
| ------------ | --------- | ------------ | ------ | --------- | ----------- | ------ | ------ |
| Bagnolese    | –         | 1:1          | 0:0    | 0:3       | 2:0         | 0:8    | 1:1    |
| Inter Neapol | 0:0       | –            | 1:0    | 0:3       | 2:0         | 1:4    | 2:1    |
| Naples       | 0:2       | 4:1          | –      | 0:4       | 2:0         | 1:4    | 2:1    |
| Puteolana    | 4:0       | 1:0          | 3:1    | –         | 2:0         | 2:0    | 3:0    |
| Salernitana  | 0:3       | 1:3          | 1:2    | 0:2       | –           | 0:2    | 0:4    |
| Savoia       | 3:2       | 5:1          | 5:1    | 0:1       | 2:0         | –      | 6:0    |
| Stabia       | 3:2       | 1:0          | 1:2    | 1:3       | 2:0         | 0:3    | –      |

### Lazio

#### Účastníci
| Klub           | Město  | Stadion                    | Trenér           |
| -------------- | ------ | -------------------------- | ---------------- |
| Alba Řím       | Řím    | –                          | Technická komise |
| Audace         | Řím    | Velodromo Salario          | Technická komise |
| Fortitudo      | Řím    | Campo "Madonna del Riposo" | Technická komise |
| Juventus Audax | Řím    | Campo della Farnesina      | Technická komise |
| Lazio          | Řím    | Stadio della Rondinella    | Guido Baccani    |
| Pro Řím        | Řím    | Campo della piramide       | Technická komise |
| Roman          | Řím    | Campo due Pini             | Technická komise |
| US Romana      | Řím    | Campo dell'Olmo            | Technická komise |
| Tiberis        | Řím    | –                          | Technická komise |
| Tivoli         | Tivoli | –                          | Technická komise |
| Vittoria       | Řím    | Trastevere Stadium         | Technická komise |

#### Tabulka
| Poř. | Tým            | Z  | V  | R | P  | VG | OG | B   |
| ---- | -------------- | -- | -- | - | -- | -- | -- | --- |
| 1.   | Fortitudo      | 16 | 13 | 2 | 1  | 35 | 10 | 28  |
| 2.   | Alba Řím       | 16 | 11 | 2 | 3  | 38 | 13 | 24  |
| 3.   | Juventus Audax | 16 | 8  | 4 | 4  | 45 | 26 | 20  |
| 4.   | Lazio          | 16 | 8  | 4 | 4  | 37 | 22 | 20  |
| 5.   | US Romana      | 16 | 5  | 4 | 7  | 24 | 29 | 14  |
| 6.   | Roman          | 16 | 4  | 4 | 8  | 32 | 42 | 12* |
| 7.   | Audace         | 16 | 4  | 4 | 8  | 32 | 42 | 12* |
| 8.   | Pro Řím        | 16 | 2  | 4 | 10 | 15 | 37 | 8   |
| 9.   | Tivoli         | 16 | 2  | 2 | 12 | 20 | 52 | 6   |
| –    | Tiberis        |    |    |   |    |    |    |     |
| –    | Vittoria       |    |    |   |    |    |    |     |

|  | Postup do finále Lega Sud           |
|  | Sestup do Seconda Divisione 1922/23 |

Poznámky
- Z = Odehrané zápasy; V = Vítězství; R = Remízy; P = Prohry; VG = Vstřelené góly; OG = Obdržené góly; B = Body
- za výhru 2 body, za remízu 1 bod, za prohru 0 bodů.
- při rovnosti bodů rozhodoval rozdíl mezi vstřelených a obdržených branek.
- kluby Roman a Audace odehráli utkání play out.
- kluby Tiberis a Vittoria byli po pěti dnech vyloučeni ze soutěže, kvůli nesrovnalostem v registraci.

#### Play out
| 2. červenec 1922 | Roman | 2 – 1 | Audace | Řím |  |  |
|                  |       |       |        |     |  |  |
|                  |       |       |        |     |  |  |

#### Výsledková tabulka
|                | Alba | Audace | Fortitudo | Juventus Audax | Lazio | Pro Řím | Roman | Tivoli | Romana |
| -------------- | ---- | ------ | --------- | -------------- | ----- | ------- | ----- | ------ | ------ |
| Alba           | –    | 7:2    | 0:1       | 6:0            | 1:0   | 2:0     | 3:0   | 2:0    | 4:1    |
| Audace         | 1:3  | –      | 1:3       | 2:4            | 2:2   | 4:0     | 5:1   | 6:0    | 3:9    |
| Fortitudo      | 1:0  | 4:0    | –         | 3:0            | 2:1   | 3:0     | 3:1   | 3:0    | 1:1    |
| Juventus Audax | 0:0  | 2:2    | 0:2       | –              | 1:2   | 3:1     | 8:2   | 7:1    | 0:0    |
| Lazio          | 5:2  | 2:3    | 5:2       | 1:1            | –     | 6:1     | 1:0   | 1:1    | 3:2    |
| Pro Řím        | 1:1  | 1:1    | 0:2       | 0:3            | 0:3   | –       | 2:1   | 4:1    | 1:1    |
| Roman          | 1:3  | 0:0    | 1:1       | 2:3            | 1:1   | 2:1     | –     | 3:1    | 1:1    |
| Tivoli         | 0:2  | 3:0    | 0:1       | 2:9            | 1:3   | 3:3     | 4:5   | –      | 0:2    |
| Romana         | 0:2  | 1:0    | 0:3       | 0:4            | 2:1   | 1:0     | 2:3   | 1:3    | –      |

### Marche

#### Skupina A

##### Účastníci
| Klub            | Město    | Stadion | Trenér |
| --------------- | -------- | ------- | ------ |
| Helvia Recina   | Macerata | ?       | ?      |
| FBC Macerata    | Macerata | ?       | ?      |
| Virtus Macerata | Macerata | ?       | ?      |

##### Tabulka
| Poř. | Tým             | Z | V | R | P | VG | OG | B |
| ---- | --------------- | - | - | - | - | -- | -- | - |
| 1.   | Helvia Recina   | 4 | 4 | 0 | 0 | 11 | 5  | 8 |
| 2.   | FBC Macerata    | 4 | 2 | 0 | 2 | 9  | 5  | 4 |
| 3.   | Virtus Macerata | 4 | 0 | 0 | 4 | 2  | 12 | 0 |

|  | Postup do finále regionu Marche     |
|  | Sestup do Seconda Divisione 1922/23 |

Poznámky
- Z = Odehrané zápasy; V = Vítězství; R = Remízy; P = Prohry; VG = Vstřelené góly; OG = Obdržené góly; B = Body
- za výhru 2 body, za remízu 1 bod, za prohru 0 bodů.

##### Výsledková tabulka
|                 | Helvia Recina | Macerata | Virtus Macerata |
| --------------- | ------------- | -------- | --------------- |
| Helvia Recina   | –             | 2:1      | 4:2             |
| Macerata        | 2:3           | –        | 4:0             |
| Virtus Macerata | 0:2           | 0:2      | –               |

#### Skupina B

##### Účastníci
| Klub             | Město      | Stadion | Trenér |
| ---------------- | ---------- | ------- | ------ |
| Anconitana       | Ancona     | ?       | ?      |
| Folgore Ancona   | Ancona     | ?       | ?      |
| Vigor Senigallia | Senigallia | ?       | ?      |

##### Tabulka
| Poř. | Tým              | Z | V | R | P | VG | OG | B |
| ---- | ---------------- | - | - | - | - | -- | -- | - |
| 1.   | Anconitana       | 4 | 4 | 0 | 0 | 18 | 2  | 8 |
| 2.   | Vigor Senigallia | 4 | 2 | 0 | 2 | 4  | 8  | 4 |
| 3.   | Folgore Ancona   | 4 | 0 | 0 | 4 | 4  | 16 | 0 |

|  | Postup do finále Lega Nord          |
|  | Sestup do Seconda Divisione 1922/23 |

Poznámky
- Z = Odehrané zápasy; V = Vítězství; R = Remízy; P = Prohry; VG = Vstřelené góly; OG = Obdržené góly; B = Body
- za výhru 2 body, za remízu 1 bod, za prohru 0 bodů.

##### Výsledková tabulka
|                  | Anconitana | Folgore Ancona | Vigor Senigallia |
| ---------------- | ---------- | -------------- | ---------------- |
| Anconitana       | –          | 5:0            | 5:0              |
| Folgore Ancona   | 2:7        | –              | 1:2              |
| Vigor Senigallia | 0:1        | 2:1            | –                |

#### Finálová skupina
| Poř. | Tým              | Z | V | R | P | VG | OG | B  |
| ---- | ---------------- | - | - | - | - | -- | -- | -- |
| 1.   | Anconitana       | 6 | 6 | 0 | 0 | 19 | 3  | 12 |
| 2.   | Vigor Senigallia | 6 | 3 | 1 | 2 | 13 | 12 | 7  |
| 3.   | Helvia Recina    | 6 | 2 | 0 | 4 | 8  | 13 | 4  |
| 4.   | FBC Macerata     | 6 | 0 | 1 | 5 | 9  | 21 | 1  |

|  | Postup do finále Lega Sud |

Poznámky
- Z = Odehrané zápasy; V = Vítězství; R = Remízy; P = Prohry; VG = Vstřelené góly; OG = Obdržené góly; B = Body
- za výhru 2 body, za remízu 1 bod, za prohru 0 bodů.

##### Výsledková tabulka
|                  | Anconitana | Helvia Recina | Macerata | Vigor Senigallia |
| ---------------- | ---------- | ------------- | -------- | ---------------- |
| Anconitana       | –          | 2:0           | 5:0      | 5:0              |
| Helvia Recina    | 1:3        | –             | 2:1      | 1:2              |
| Macerata         | 2:4        | 2:3           | –        | 2:5              |
| Vigor Senigallia | 0:1        | 4:1           | 2:2      | –                |

### Apulie

#### Účastníci
| Klub           | Město   | Stadion                  | Trenér          |
| -------------- | ------- | ------------------------ | --------------- |
| Audace Taranto | Taranto | Campo del Regio Arsenale | ?               |
| Liberty        | Bari    | Campo San Lorenzo        | ?               |
| Pro Italia     | Taranto | Campo del Regio Arsenale | Ercole Ciaccio  |
| Veloce Taranto | Taranto | Campo del Regio Arsenale | Dario De Giorgi |

#### Tabulka
| Poř. | Tým            | Z | V | R | P | VG | OG | B |
| ---- | -------------- | - | - | - | - | -- | -- | - |
| 1.   | Audace Taranto | 6 | 4 | 1 | 1 | 16 | 7  | 9 |
| 2.   | Pro Italia     | 6 | 3 | 2 | 1 | 11 | 6  | 8 |
| 3.   | Liberty        | 6 | 2 | 2 | 2 | 13 | 8  | 6 |
| 4.   | Veloce Taranto | 6 | 0 | 1 | 5 | 1  | 20 | 1 |

|  | Postup do finále Lega Sud           |
|  | Sestup do Seconda Divisione 1922/23 |

Poznámky
- Z = Odehrané zápasy; V = Vítězství; R = Remízy; P = Prohry; VG = Vstřelené góly; OG = Obdržené góly; B = Body
- za výhru 2 body, za remízu 1 bod, za prohru 0 bodů.

#### Výsledková tabulka
|            | Audace | Liberty | Pro Italia | Veloce |
| ---------- | ------ | ------- | ---------- | ------ |
| Audace     | –      | 3:1     | 2:1        | 4:1    |
| Liberty    | 2:0    | –       | 1:1        | 8:0    |
| Pro Italia | 2:2    | 4:1     | –          | 1:0    |
| Veloce     | 0:5    | 0:0     | 0:2        | –      |

### Sicílie

#### Účastníci
| Klub             | Město   | Stadion                               | Trenér |
| ---------------- | ------- | ------------------------------------- | ------ |
| Libertas Palermo | Palermo | Campo Ranzano                         | ?      |
| Messina          | Messina | Campo “Enzo Geraci” alla Cittadella   | ?      |
| Messinese        | Messina | Campo Piano Mosella                   | ?      |
| Palermo          | Palermo | Campo di via Francesco Paolo Di Blasi | ?      |
| Umberto I        | Messina | Campo Piano Mosella                   | ?      |
| Vigor Trapani    | Trapani | Campo degli Spalti                    | ?      |

#### Tabulka
| Poř. | Tým              | Z | V | R | P | VG | OG | B  |
| ---- | ---------------- | - | - | - | - | -- | -- | -- |
| 1.   | Palermo          | 8 | 8 | 0 | 0 | 33 | 5  | 16 |
| 2.   | Messinese        | 8 | 3 | 2 | 3 | 24 | 14 | 8  |
| 3.   | Messina          | 8 | 1 | 3 | 4 | 17 | 23 | 5  |
| 4.   | Umberto I        | 8 | 1 | 3 | 4 | 8  | 23 | 5  |
| –    | Libertas Palermo | - | - | - | - | -  | -  | -  |
| –    | Vigor Trapani    | - | - | - | - | -  | -  | -  |

|  | Postup do finále Lega Sud           |
|  | Sestup do Seconda Divisione 1922/23 |

Poznámky
- Z = Odehrané zápasy; V = Vítězství; R = Remízy; P = Prohry; VG = Vstřelené góly; OG = Obdržené góly; B = Body
- za výhru 2 body, za remízu 1 bod, za prohru 0 bodů.
- kluby Libertas Palermo a Vigor Trapani se soutěže odhlásili po druhém kole.

#### Výsledková tabulka
|           | Libertas | Messinese | Palermo | Messina | Umberto I | Vigor |
| --------- | -------- | --------- | ------- | ------- | --------- | ----- |
| Libertas  | –        | 3:1       | nd      | nd      | 2:1       | nd    |
| Messinese | nd       | –         | 1:2     | 7:3     | 9:0       | nd    |
| Palermo   | 2:0      | 2:0       | –       | 4:1     | 5:0       | 12:0  |
| Messina   | 2:4      | 2:2       | 2:3     | –       | 0:0       | nd    |
| Umberto I | nd       | 2:2       | 1:3     | 2:0     | –         | nd    |
| Vigor     | 2:3      | 0:2       | nd      | 1:5     | 0:2       | –     |

### Finále Lega Sud

#### 1. kolo
| 14. květen 1922 | Puteolana | 3 – 0 | Anconitana | Řím |  |  |
|                 |           |       |            |     |  |  |
|                 |           |       |            |     |  |  |

| 14. květen 1922 | Audace Taranto | 1 – 0 | Palermo | Torre Annunziata |  |  |
|                 |                |       |         |                  |  |  |
|                 |                |       |         |                  |  |  |

Klub Fortitudo postoupil přímo do semifinále a Puteolana přímo do finále.

#### Semifinále
| 28. květen 1922 | Fortitudo | 4 – 1 | Audace Taranto | Řím |  |  |
|                 |           |       |                |     |  |  |
|                 |           |       |                |     |  |  |

#### Finále
| 4. červen 1922 | Fortitudo | 2 – 0 | Puteolana | Řím |  |  |
|                |           |       |           |     |  |  |
|                |           |       |           |     |  |  |

Klub Fortitudo vyhrál Lega Sud a mohl se tak utkat o titul.

## Mistrovský zápas
| 1. zápas 11. červen 1922 | Fortitudo | 0 – 3  | Pro Vercelli              | Řím |  |  |
| 17:17                    |           | Report | 35' Rampini Ceria 86' Gay |     |  |  |
|                          |           |        |                           |     |  |  |

| 2. zápas 18. červen 1921 | Pro Vercelli                               | 5 – 2  | Fortitudo                        | Campo piazza Conte di Torino, Vercelli |  |  |
|                          | Ardissone 17', 87' Rampini 76', 85' Gay 9' | Report | 35' Canestrelli 78' Alessandrini | Rozhodčí: Venegoni                     |  |  |
|                          |                                            |        |                                  |                                        |  |  |

## Vítěz
| Prima Divisione Vítěz pro rok 1921/1922 |
| --------------------------------------- |
| US Pro Vercelli 7. titul                |
|                                         |